# 大理凤仙花
大理凤仙花（学名：Impatiens taliensis）为凤仙花科凤仙花属下的一个种。

## 扩展阅读
- 維基物種上的相關：大理凤仙花